# Brauerei Wagner
Die Brauerei Wagner GmbH ist eine Bierbrauerei im oberfränkischen Merkendorf, einem Ortsteil der Gemeinde Memmelsdorf im Landkreis Bamberg. Die Brauerei hat eine Jahresproduktion von 17.000 Hektolitern. Bereits seit 1797 gibt es die Brauerei. Seit 1919 befindet sie sich im Familienbesitz. Zur Brauerei gehört eine Gastwirtschaft mit Biergarten.
Die Produktpalette umfasst die Biersorten Lagerbier Ungespunden, Märzen, Kupferstich Rotbier, Festbier, Jubiläumsbier 850 Jahre Merkendorf, Pils, Heller Bock, Dunkler Bock, Wagner Weisse  und Richard Wagner Dunkel. Abgefüllt wird ausschließlich in Kronkorkenflaschen.